# Петипа, Мариус Иванович
Ма́риус Иванович Петипа́ (фр. Marius Petipa; 11 марта 1818[…], 1-й округ Марселя, Марсель — 1 [14] июля 1910, Гурзуф, Таврическая губерния) — французский и российский солист балета, крупнейший петербургский балетмейстер пореформенной эпохи, балетный педагог; родоначальник русской ветви семьи артистов Петипа.

## Биография

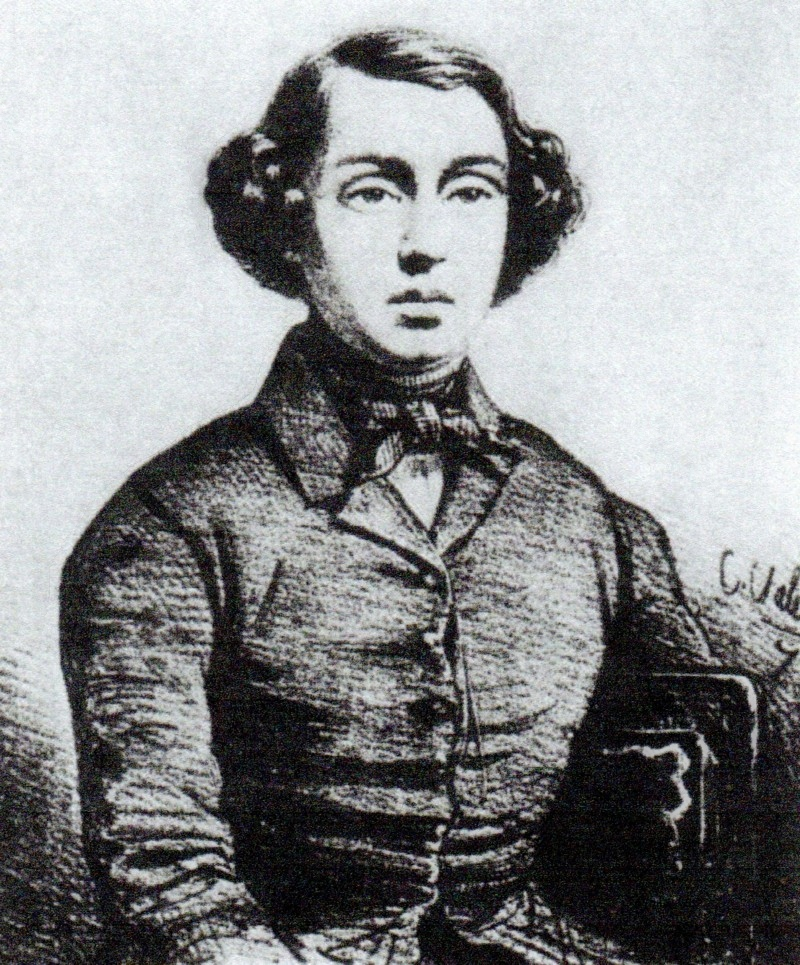
Портрет пятнадцатилетнего Мариуса. Около 1833 года

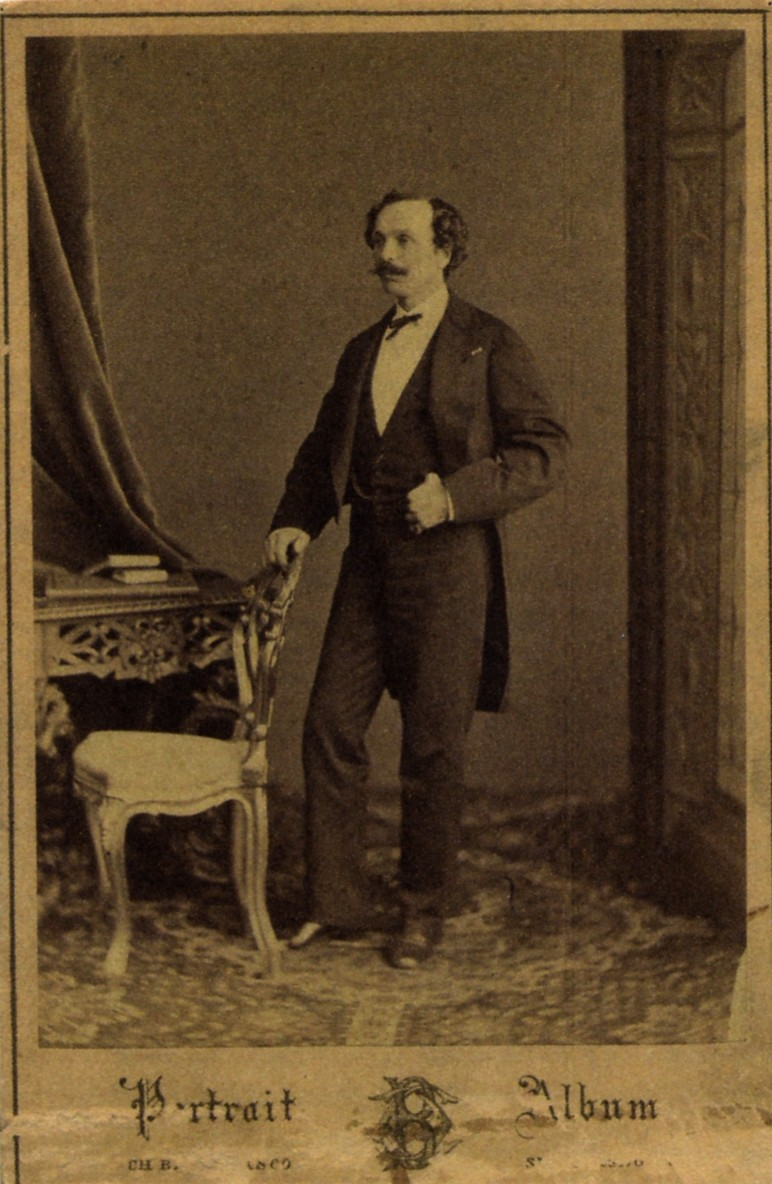
Мариус Петипа приблизительно в 1855 году

Родился 11 марта 1818 года в Марселе в семье французского артиста балета и балетмейстера Жана-Антуана Петипа и драматической актрисы Викторины Морель-Грассо (1794—1860). Его старший брат Люсьен Петипа стал известным танцовщиком и балетмейстером, был учителем Наполеона III и премьером Парижской оперы, сестра Викторина Петипа — певицей и актрисой.
Учился балетному искусству у отца, брал также уроки у Огюста Вестриса. В детском возрасте начал выступать на сцене в балетах, поставленных отцом. Первой исполненной им партией была роль мальчика из Савойи в балете «Танцемания» (постановка Ж. А. Петипа по хореографии П. Гарделя). Работал балетмейстером в Нанте. В молодости гастролировал с отцом, выступая во Франции, США и Испании.
В 1847 году по приглашению российских властей приехал в Санкт-Петербург. Его дебют состоялся на сцене Петербургского Большого (Каменного) театра. В том же году дебютировал в качестве балетмейстера. После этого работал в России — сначала как солист балета и педагог, а с 1862 года — как балетмейстер. С 1869 по 1903 год занимал должность главного балетмейстера. В 1894 году получил российское подданство. 
Ввиду престарелого возраста Мариуса Петипа Директор Императорских театров В. А. Теляковский в 1910 году уволил его со службы в театре:

«А во многих других случаях Теляковский бестрепетно, не боясь упреков в кавалерийской лихости, избавлялся от маститых, популярных, иногда и не высказавшихся до конца мастеров. <...> В балете он расстался с Мариусом Петипа, Энрико Чекетти, А. В. Ширяевым, А. Ф. Бекефи. Просчеты Теляковского были существенны. Конечно, Петипа, прославленный хореограф русской сцены, был уже очень стар. Но он мог еще работать и работать. А главное, сколько-нибудь сносной замены ему в лице Н. Г. Легата не нашлось. Снять бывает легче, чем найти преемника».
Несмотря на выдающиеся заслуги 60-летней службы перед Россией, после отставки от службы в Императорских театрах Петипа был практически забыт, лишь изредка появляясь в Мариинском театре. 

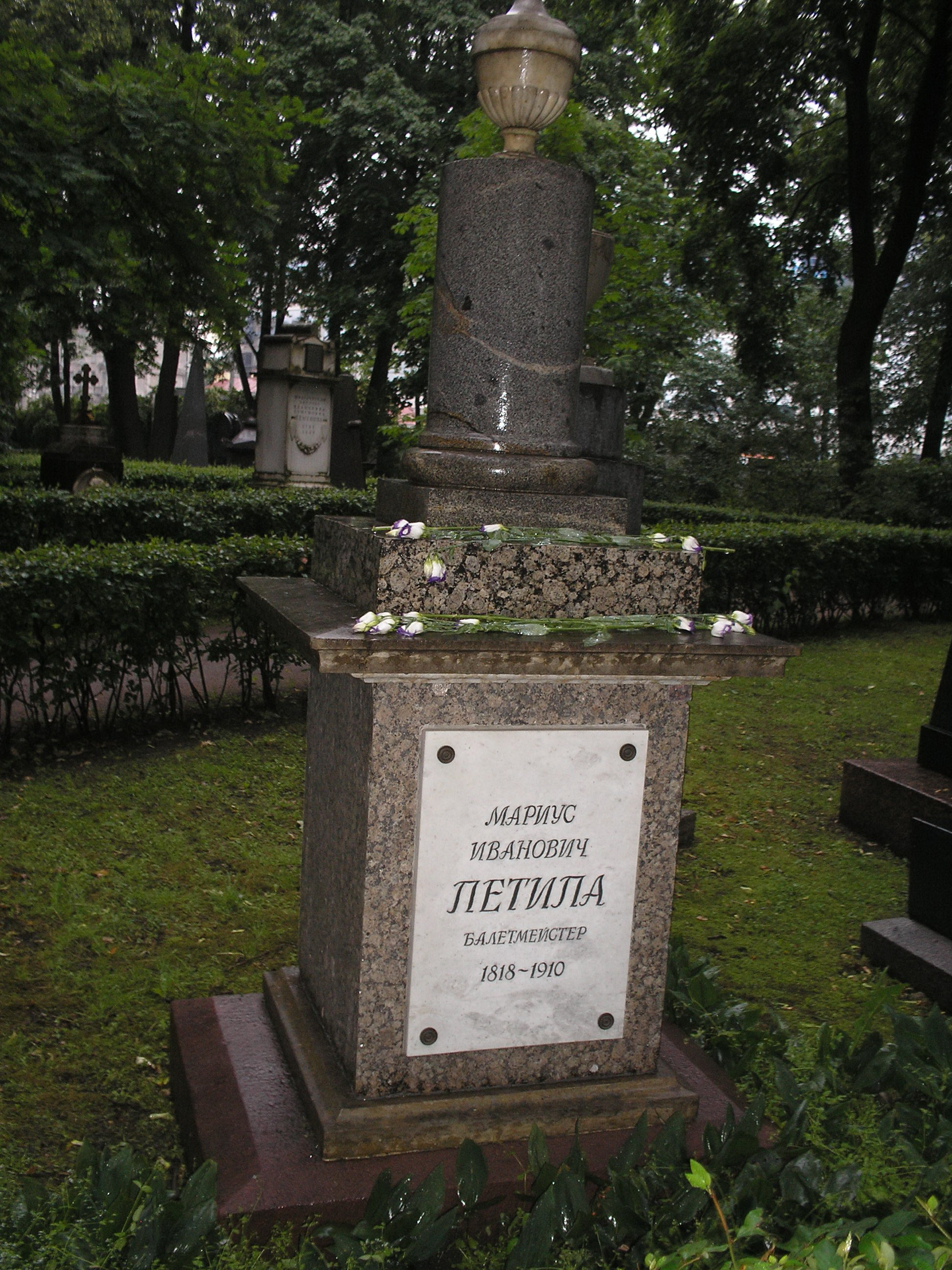
Могила М. И. Петипа на Тихвинском кладбище в Александро-Невской лавре (Санкт-Петербург)

Мариус Иванович Петипа скончался в Гурзуфе 1 (14) июля 1910 года от воспаления лёгких. Был скромно, в кругу семьи и артистов Императорских театров, похоронен в Петербурге на Волковском лютеранском кладбище, рядом с дочерью Евгенией. На похоронах не было ни представителей Императорского двора, ни представителей дирекции Императорских театров. В 1948 году останки были перенесены в Александро-Невскую лавру на Тихвинское кладбище — Некрополь мастеров искусств.
Историк балета В. Я. Светлов писал в 1911 году:

«Умер не Петипа, балетмейстер императорского балета, а умерла эпоха пластического искусства. <...> "Эпоха Петипа" обнимает полвека нашего балета. Полвека — это огромный срок... Петипа был истинным создателем русскаго балета, того балета, к которому долгое время относились равнодушно или насмешливо все "уважающие себя" люди, и который вдруг превратился из обыденного казенного зрелища, терпимого как пережиток доброго старого времени, в настоящее искусство, заставившее заговорить о себе выдающиеся художественные силы России и Запада. Петипа был создателем русской танцовщицы и русского танцовщика...»

### Семья
- Первая жена — Мария Суровщикова, русская артистка балета, солистка Императорских театров. Венчались 4 июля 1854 в церкви Пресвятой Троицы при Училище и Дирекции Императорских Санкт-Петербургских театров[16]. Поручители[17]: по женихе: французский подданный, учитель 3-го рода Пажеского корпуса, коллежский асессор Юлий Иванович Дютак[18], и его отец — французский подданный, учитель 3-го рода Пажеского корпуса, титулярный советник Иван Иванович Дютак[19];  по невесте: артист, пансионер Императорских С.-Петербургских театров Михаил Герасимов Беккер (3-й)[20], и потомственный почётный гражданин, с.-петербургский 2-й гильдии купец Николай Александрович Иконников. Их официальный брак продолжался до кончины Марии Сергеевны, но фактически распался в 1869 году, когда супруги разъехались. Их дети: 
  - Иван Мариусович Петипа (17.07.1855[21]—?), крестник режиссера балетной труппы Императорских С.-Петербургских театров И. Ф. Марселя. При распаде семьи в 1869 остался с матерью. С 1875 он постоянно жил в Пятигорске, где и закончил в 1878 местную прогимназию. Затем обучался в военном училище (вероятно в Москве) и стал офицером, приняв подданство России. Погиб на войне. Место его захоронения, как и год смерти, неизвестны.
  - Мария Мариусовна Петипа[22], русская артистка балета, солистка Императорских театров, крестница ген.-лейтенанта К. И. Огарёва.
  - Юлий (Жюль) Мариусович Петипа (1876—1951), внебрачный сын великого князя и впоследствии короля Черногории Николы I[23]. После смерти матери воспитывался в семье единокровной старшей своей сестры Марии. Мариус Петипа никогда не признавал его своим сыном. Однако, официально Юлий был записан сыном балетмейстера и крещён 26 мая[24] в Пятигорске. В 1885—1896 годы Юлий учился в Гимназии и реальном училище Карла Мая (10-я линия В. О., д. 13), а затем, с 1896 по 1900 г., на юридическом факультете С.-Петербургского университета, приняв подданство России в июле 1899 г. С 12 ноября 1900 женился на колпинской мещанке Зинаиде Фердинандовне (Фёдоровне) Левинсон (1876—?), артистке Мариинского театра (псевд. — Львова). Венчались в Троицкой церкви при Дирекции Императорских театров[25]. Через год родилась его единственная дочь Нина[26] (1.09.1901—?)[27]. По окончании университета служил по ведомству М-ва финансов и М-ва Императорского двора и уделов: помощник делопроизводителя Государственного банка, затем счетный чиновник 1 разряда Управления государственными сберегательными кассами, губернский секретарь (11.07.1900); переведён на службу в Удельное ведомство, контрольным чиновником Главного управления уделов (28.01.1903); в той должности коллежский секретарь (11.07.1903), титулярный советник (11.07.1906), коллежский асессор (11.07.1909); оставлен за штатом, по случаю упразднения должности (1.05.1910); уволен от службы, согласно прошению (12.08.1910); определён на службу, из отставных, с причислением к Главному управлению уделов (1.04.1911); назначен старшим помощником делопроизводителя управления Нижегородского удельного округа (6.06.1911); назначен управляющим удельным имением VII класса Казанского удельного округа (1.01.1913); надворный советник (2.03.1914); перемещён управляющим Елабужским удельным имением VII класса Сарапульского удельного округа (22.10.1915); помощник контролера Государственного контроля (11.01.1919). Внучка Ю. М. Петипа — Т. С. Петипа, доктор биологических наук, член-корреспондент АН УССР.
- Вторая жена — Любовь Савицкая, дочь известного актёра Леонида Леонидова, артистка балета Императорских театров. Их официальный брак продолжался с 28 апреля 1882 и до кончины балетмейстера. Венчались в Введенский соборе лейб-гвардии Семёновского полка[28]. После смерти мужа за ней сохранена, в виду исключительных заслуг супруга, его пожизненная пенсия в размере 9 000 руб. в год. Их дети: 
  - Надежда Чижова (1874—1945) — артистка балета, по театру Петипа 2-я. С 8 октября 1895 был замужем за потомственным дворянином Константином Матвеевичем Чижовым, сыном скульптора академика М. А. Чижова. Венчались в Знаменской церкви[29]. В браке имела пятерых детей, их дочери: Надежда Константиновна Петипа-Чижова и Ксения Константиновна Петипа-Чижова (1905—1975), артистка балета Большого театра.
  - Евгения (1877—1892) — девица, рядом с ней был похоронен отец.
  - Виктор (1879—1932) — артист Императорских театров, актёр театра и кино в советское время.
  - Любовь Пуцыкович (1880—1913) — артистка балета, с 27 сентября 1900 была замужем за Вячеславом Феофиловичем Пуцыковичем (1879—1943, Москва), писателем (псевд. — Рудин[30]), впоследствии членом Ленинградского общества драматических писателей, старшим сыном известного педагога, губернского секретаря Ф. Ф. Пуцыковича и его жены Екатерины Георгиевны (1862—1927). Первая его жена[31]. Венчались в церкви Святой Великомученицы Екатерины при Императорском Училище Правоведения[32]. Их дочери: Екатерина (1903—1992); Любовь (1905—1982); Лидия, в замужестве Капмар (1908—1948)[33].
  - Марий;
  - Вера (1885—1961) — артистка балета Мариинского театра, после смерти отца, в том же — 1910, поступила на драматическую сцену Одесского театра, автор воспоминаний «Наша семья».

- Внебрачные дети: 
  - Мариус Петипа — драматический актёр, артист Императорских театров, сын от актрисы Терезы Бурден;
  - Татьяна — дочь от работницы театра, с которой Мариус Петипа жил долгое время в гражданском браке.

## Репертуар
Опера Ле Пелетье, Париж

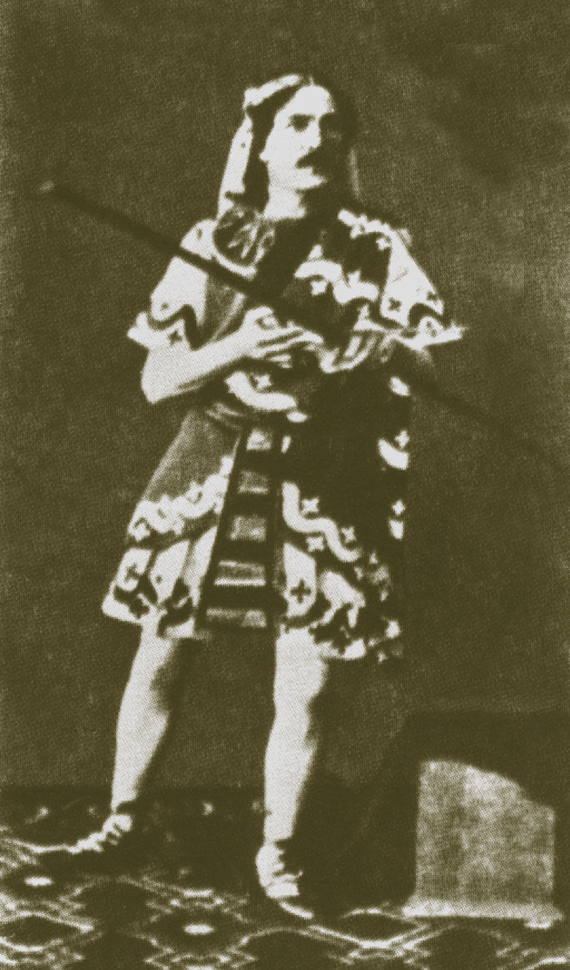
Мариус Петипа в балете «Дочь фараона»

- 22 декабря 1841 — дивертисмент* в опере Фроманталя Галеви «Королева Кипра[англ.]», хореограф Жозеф Мазилье (с участием Адель Дюмилатр, Луизы Фицджеймс, Полины Леру и Огюста Мабиля)

Большой театр, Санкт-Петербург
- 1847 — Люсьен Д’Эрвильи**, «Пахита», балетмейстеры М. Петипа и Фредерик (по Жозефу Мазилье)
- 1848 — Фабио, «Сатанилла, или Любовь и ад», балетмейстеры М. Петипа и Ж. Петипа (по Жозефу Мазилье)
- 1848 — Граф Альберт, «Жизель», балетмейстеры Жан Коралли и Жюль Перро
- 1848 — Ахмет, «Пери», балетмейстер Фредерик
- 1848 — Феб де Шатопер, «Эсмеральда», балетмейстер Жюль Перро
- 1849 — Дьяволино, «Катарина, дочь разбойника», балетмейстер Жюль Перро
- 1849 — «Мечта художника, или Одушевлённый портрет», балетмейстер Жюль Перро
- 1849 — Освальд*, «Лида, швейцарская молочница», балетмейстеры М. Петипа и Жюль Перро
- 1850 — Граф, «Своенравная жена», балетмейстер Жюль Перро
- 1854 — Фауст, «Фауст», балетмейстер Жюль Перро
- 1858 — Конрад**, «Корсар», балетмейстер Жюль Перро (по Жозефу Мазилье)
- 1859 — «Парижский рынок», балетмейстер М. Петипа — Симон — первый исполнитель
- 1862 — Лорд Вильсон и Таор*, «Дочь фараона» собственного сочинения

(*) — первый исполнитель партии

(**) — первый исполнитель партии в Санкт-Петербурге

## Постановки вБольшом театре Санкт-Петербурга

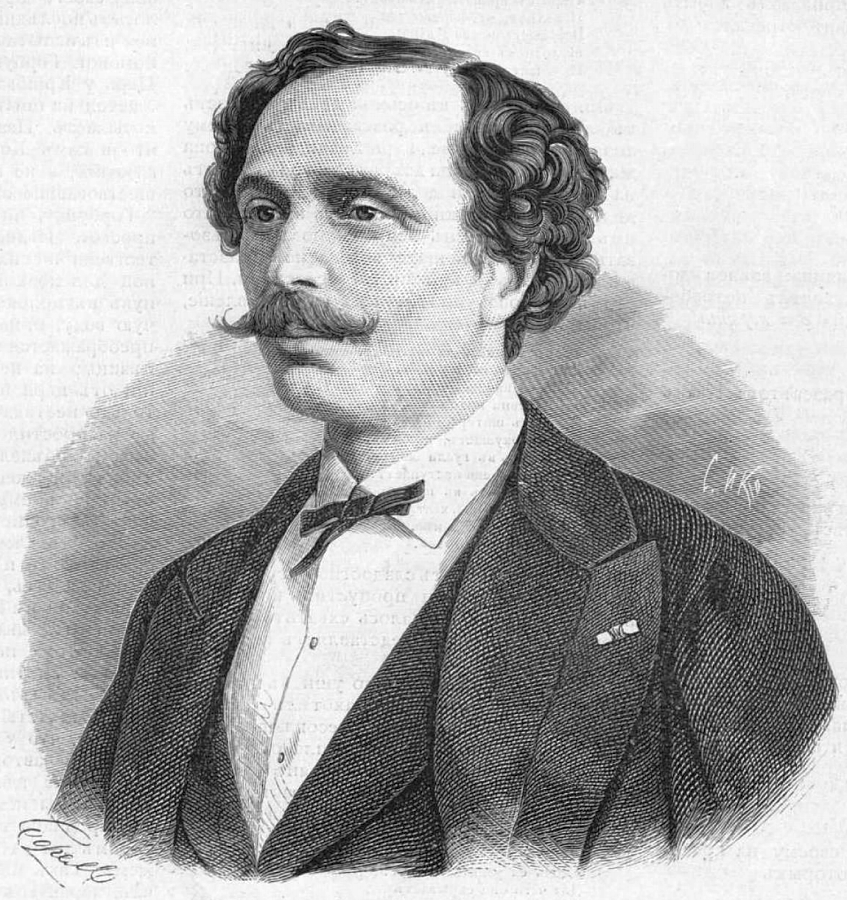
Мариус Петипа

### Балеты
- 1847 — «Пахита» — Большой балет в 2 актах 3 картинах Эдуара Дельдеве (инструментовка Константина Лядова), (по Жозефу Мазилье, совместно с Фредериком)
- 1848 — «Сатанилла, или Любовь и ад» — Большой пантомимный балет в 3 актах 7 картинах Наполеона Ребера и Франсуа Бенуа (инструментовка Константина Лядова), (по Жозефу Мазилье, совместно с Жаном Петипа)
- 1849 — «Лида, швейцарская молочница» — Демихарактерный балет в 2 актах 3 картинах Адальберта Гировеца, (совместно с Жюлем Перро), в бенефис Мариуса Петипа
- 1858 — «Брак во времена регентства» — Балет в 2 актах Цезаря Пуни, для бенефиса Марии Суровщиковой-Петипа
- 1859 — «Венецианский карнавал» — Большое па де де Цезаря Пуни на тему Николо Паганини
- 1859 — «Парижский рынок» — Комический балет в 1 акте Цезаря Пуни, для бенефиса Марии Суровщиковой-Петипа
- 1860 — «Голубая георгина» — Фантастический балет в 2 актах Цезаря Пуни; возобновление — 1875 (1 действие)
- 1862 — «Дочь фараона» — Большой балет в 3 актах 9 картинах с прологом и эпилогом Цезаря Пуни, для бенефиса Каролины Розати; возобновление — 1885
- 1863 — «Корсар» — Большой балет в 4 актах 5 картинах Адольфа Адана и Цезаря Пуни, (по Жозефу Мазилье)
- 1863 — «Ливанская красавица, или Горный дух» — Большой фантастический балет в 3 актах 7 картинах с прологом и апофеозом Цезаря Пуни
- 1865 — «Путешествующая танцовщица» — Эпизод в 1 акте Цезаря Пуни, для бенефиса Николая Гольца
- 1866 — «Флорида» — Балет в 3 актах 5 картинах Цезаря Пуни
- 1867 — «Фауст» — Большой фантастический балет в 3 актах 7 картинах на музыку Джакомо Паницца и Цезаря Пуни, (по Жюлю Перро); возобновление — 1875
- 1868 — «Корсар» — Большой балет в 4 актах 5 картинах Адольфа Адана и Цезаря Пуни, с новым па «Оживлённый сад» на музыку Лео Делиба, для бенефиса Адели Гранцов; возобновление — 1880
- 1868 — «Царь Кандавл» — Фантастический балет в 4 актах 6 картинах Цезаря Пуни, для бенефиса Генриетты Дор
- 1870 — «Катарина, дочь разбойника» — Большой балет в 3 актах 4 картинах Цезаря Пуни (по Жюлю Перро)
- 1871 — «Трильби» — Фантастический балет в 2 актах 3 картинах Юлия Гербера, для бенефиса Адели Гранцовой; возобновление — 1883
- 1871 — «Две звезды» — Анакреонтическая картина в 1 акте Цезаря Пуни, для бенефиса Екатерины Вазем, Анны Вергиной и Павла Гердта
- 1871 — «Дон Кихот» — Большой балет в 5 актах 11 картинах Людвига Минкуса, новая редакция
- 1872 — «Камарго» — Большой балет в 3 актах 9 картинах Людвига Минкуса, для бенефиса Адели Гранцовой
- 1874 — «Бабочка» — Фантастический балет в 4 актах Людвига Минкуса, для бенефиса Екатерины Вазем
- 1874 — «Наяда и рыбак» — Фантастический балет в 3 актах 5 картинах Цезаря Пуни
- 1875 — «Бандиты» — Балет в 2 актах 5 картинах с прологом Людвига Минкуса
- 1876 — «Приключения Пелея» — Мифологический балет в 3 актах 5 картинах Людвига Минкуса
- 1876 — «Сон в летнюю ночь» — Фантастический балет в 1 акте на музыку Феликса Мендельсона Бартольди и Людвига Минкуса
- 1877 — «Баядерка» — Большой балет в 4 актах 7 картинах с апофеозом Людвига Минкуса, для бенефиса Екатерины Вазем
- 1878 — «Роксана, краса Черногории» — Фантастический балет в 4 актах Людвига Минкуса
- 1879 — «Дочь снегов» — Фантастический балет в 3 актах 5 картинах Людвига Минкуса, для бенефиса Екатерины Вазем
- 1879 — «Фризак цирюльник, или Двойная свадьба» — Комический фарс в 1 акте на музыку Ж. Снеля в оркестровке Людвига Минкуса
- 1879 — «Млада» — Фантастический балет в 4 актах 9 картинах Людвига Минкуса, для бенефиса Евгении Соколовой
- 1880 — «Дева Дуная» — Балет в 2 актах 4 картинах Адольфа Адана (по Филиппо Тальони), для бенефиса Екатерины Вазем
- 1881 — «Зорайя, мавританка в Испании» — Большой балет в 4 актах 7 картинах Людвига Минкуса
- 1881 — «Пахита» — Большой балет в 2 актах Эдуара Дельдеве с новыми номерами на музыку Людвига Минкуса: па де труа, гран па и детская мазурка
- 1882 — «Пакеретта» — Большой балет в 4 актах 7 картинах на музыку Петера Бенуа, Цезаря Пуни и Людвига Минкуса
- 1883 — «Кипрская статуя» — Балет в 4 актах 6 картинах с апофеозом Ю. И. Трубецкого
- 1884 — «Жизель» — Фантастический балет в 2 актах Адольфа Адана (по Жану Коралли и Жюлю Перро)
- 1884 — «Коппелия» — Балет в 3 актах Лео Делиба
- 1885 — «Своенравная жена» — Большой балет в 4 актах 5 картинах Адольфа Адана и Людвига Минкуса
- 1885 — «Тщетная предосторожность» — Комический балет в 3 актах 4 картинах Петера Гертеля (совместно с Львом Ивановым)
- 1886 — «Приказ короля» — Большой балет в 4 актах 6 картинах А. Визентини

### Танцы в операх
- 1849 — «Марта» Фридриха фон Флотова — дивертисмент на музыку Цезаря Пуни в 1-м акте: национальный танец, характерное па, английское па; итальянская оперная труппа
- 1868 — «Орфей» Кристофа Виллибальда Глюка — танцы и мимические группы
- 1872 — «Гамлет» Амбруаза Тома — странствующие комедианты в 3-м акте, весенний праздник в 5-м акте; итальянская оперная труппа
- 1875 — «Аида» Джузеппе Верди — танцы жриц в 1-м акте, танцы негров, танцы альмей во 2-м акте; итальянская оперная труппа
- 1878 — «Тангейзер» Рихарда Вагнера; итальянская оперная труппа
- 1879 — «Гуарани» Карлоса Гомеса — танец дикарей, па со стрелами, марш; итальянская оперная труппа
- 1880 — «Царица Савская» Карла Гольдмарка — амазонки, невольницы, негры в 1-м акте, танец альмей, па баядерок, танец чёрта, вакханалия в 4-м акте; итальянская оперная труппа
- 1881 — «Мефистофель» Арриго Бойто — обертас в 1-м акте, хоровод на шабаше во 2 акте, хореа в 4 акте; итальянская оперная труппа
- 1881 — «Король Лахорский» Жюля Массне — танцы альмей во 2-м акте, фантастический балет : адажио, мелодия и вариация, вальс и финал в 3-м акте; итальянская оперная труппа
- 1882 — «Роберт-Дьявол» Джакомо Мейербера — танцы в 3-м акте
- 1882 — «Гугеноты» Джакомо Мейербера — нимфы во 2-м акте, цыганский танец в 3-м акте
- 1882 — «Фауст» Шарля Гуно — вальс во 2-м акте, Вальпургиева ночь в 5-м акте. В том же году состоялось первое представление «Вальпургиевой ночи» как отдельного балета.
- 1883 — «Кавказский пленник» Цезаря Кюи — восточный танец, лезгинка в 3-м акте
- 1884 — «Лалла-Рук» Фелисьена Давида — танец кашемиров в 1-м акте
- 1884 — «Рогнеда» Александра Серова — хоровод, пляска скоморохов во 2-м акте
- 1884 — «Демон» Антона Рубинштейна — восточная пляска и лезгинка во 2-м акте, возобновление
- 1882 — «Кармен» Жоржа Бизе — морена во 2-м акте, бег быков, чулосы, пикадоры, фанданго, оле в 4 акте
- 1885 — «Манон» Жюля Массне — танцы в 3-м акте

## Постановки вМосковском Большом театре

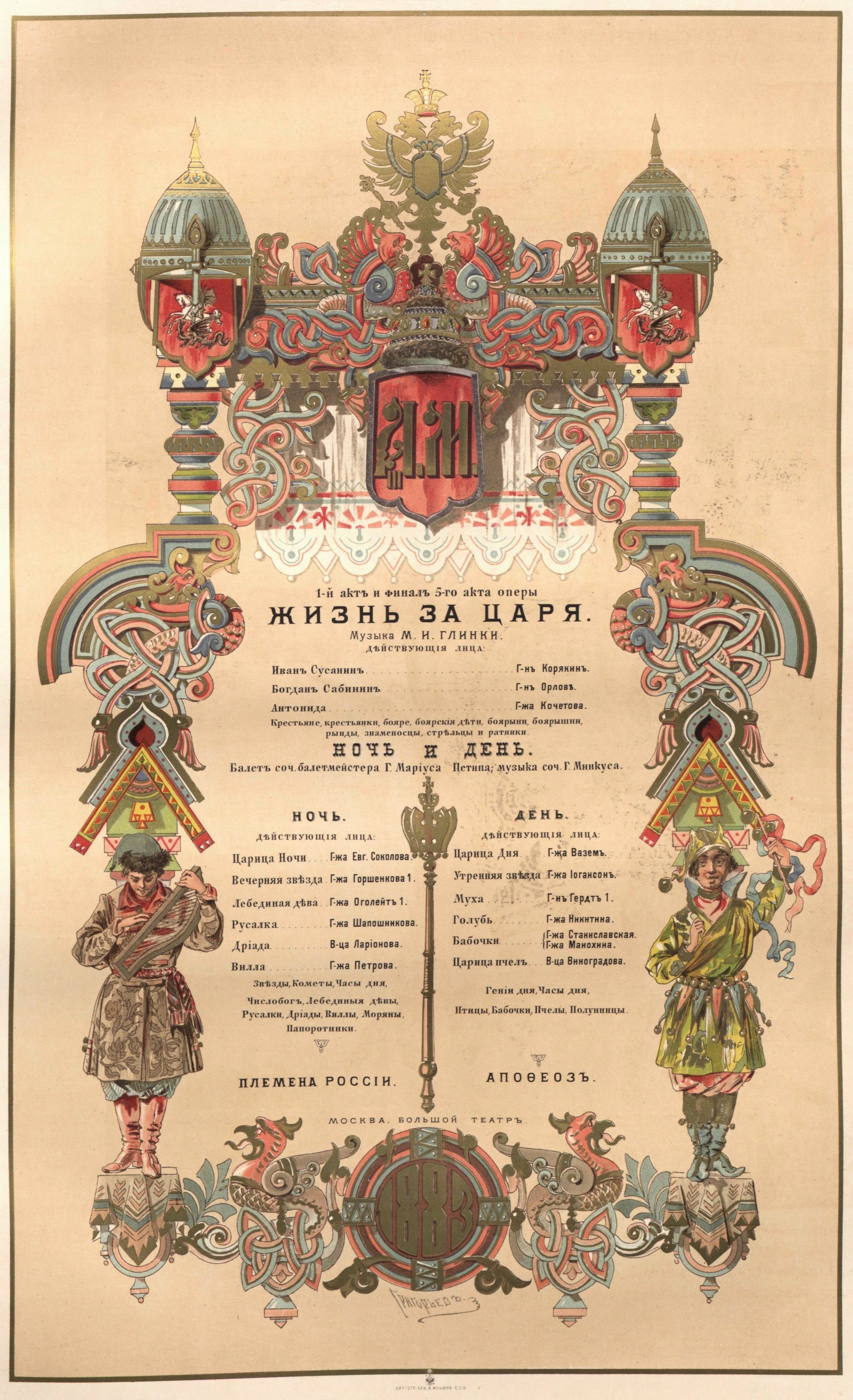
Постановка части оперы Глинки «Жизнь за царя» с балетом постановки Петипа (к торжествам в честь коронования императора Александра III в 1883 году)

### Балеты
- 1848 — «Пахита» — Большой балет в 3 актах Эдуара Дельдеве (инструментовка Константина Лядова), (по Жозефу Мазилье)
- 1849 — «Сатанилла, или Любовь и ад» — Большой пантомимный балет в 3 актах Наполеона Ребера и Франсуа Бенуа (инструментовка Константина Лядова), (по Жозефу Мазилье); возобновление — 1866
- 1864 — «Дочь фараона» — Большой балет в 3 актах 9 картинах с прологом и эпилогом Цезаря Пуни; возобновление — 1891
- 1868 — «Парижский рынок» — Комический балет в 1 акте Цезаря Пуни
- 1865 — «Путешествующая танцовщица» — Эпизод в 1 акте Цезаря Пуни
- 1868 — «Корсар» — Большой балет в 4 актах Адольфа Адана, Цезаря Пуни и Лео Делиба
- 1868 — «Царь Кандавл» — Фантастический балет в 4 актах 6 картинах Цезаря Пуни
- 1869 — «Дон Кихот» — Большой балет в 4 актах 8 картинах Людвига Минкуса, в бенефис Анны Собещанской
- 1870 — «Трильби» — Фантастический балет в 2 актах 3 картинах Юлия Гербера, в бенефис Полины Карпаковой
- 1883 — «Ночь и день» — Фантастический балет в 1 акте Людвига Минкуса, парадный спектакль по случаю коронации Императора Александра III
- 1896 — «Пробуждение Флоры» — Анакреонтический балет в 1 акте Рикардо Дриго
- 1896 — «Прелестная жемчужина» — Балет в 1 акте Рикардо Дриго, торжественный спектакль по случаю Священного Коронования Их Императорских Величеств Николая II и Александры Фёдоровны

### Танцы в операх
- 1849 — «Страделла» Фридриха фон Флотова — полька во 2-м акте

## Постановки вМариинском театре

### Балеты
- 1870 — «Брак во времена регентства» — Балет в 2 актах Цезаря Пуни, возобновление
- 1881 — «Маркитантка» — Балет в 1 акте Цезаря Пуни
- 1886 — «Волшебные пилюли» — Феерия-балет в 3 актах 13 картинах Людвига Минкуса
- 1886 — «Жертвы Амуру, или Радости любви» — Балет в 1 акте Людвига Минкуса, для прощального бенефиса Евгении Соколовой
- 1886 — «Эсмеральда» — Балет в 4 актах 5 картинах Цезаря Пуни и Рикардо Дриго, (по Жюлю Перро); возобновление — 1899
- 1887 — «Гарлемский тюльпан» — Фантастический балет в 3 актах 4 картинах Бориса Фитингоф-Шеля (совместно с Львом Ивановым)
- 1888 — «Весталка» — Балет в 3 актах 4 картинах Михаила Иванова
- 1889 — «Талисман» — Большой фантастический балет в 4 актах 7 картинах с прологом и эпилогом Рикардо Дриго, для бенефиса Елены Корнальба; возобновление — 1895
- 1889 — «Капризы бабочки» — Балет в 1 акте Николая Кроткова; возобновление — 1895
- 1889 — «Сон в летнюю ночь» — Фантастический балет в 1 акте на музыку Феликса Мендельсона Бартольди и Людвига Минкуса, возобновление
- 1890 — «Спящая красавица» — Балет-феерия в 3 актах с прологом Петра Чайковского
- 1890 — «Ненюфар» — Хореографическая фантазия в 1 акте Николая Кроткова
- 1891 — «Калькабрино» — Фантастический балет в 3 актах Людвига Минкуса, для бенефиса Карлотты Брианца
- 1891 — «Царь Кандавл» — Фантастический балет в 4 актах 6 картинах Цезаря Пуни, возобновление для бенефиса Христиана Иогансона
- 1892 — «Сильфида» — Балет в 2 актах Жана Шнейцхоффера с новыми музыкальными номерами Рикардо Дриго (по программе Филиппо Тальони)
- 1892 — «Пахита» — Большой балет в 2 актах Эдуара Дельдеве и Людвига Минкуса, возобновление
- 1892 — «Наяда и рыбак» — Фантастический балет в 3 актах 5 картинах Цезаря Пуни, возобновление
- 1892 — «Щелкунчик» — Фантастический балет в 2 актах Петра Чайковского по мотивам сказки Э. Т. А. Гофмана «Щелкунчик и мышиный король»
- 1894 — «Тщетная предосторожность» — Комический балет в 3 актах 4 картинах Петера Гертеля, возобновление
- 1895 — «Лебединое озеро» Петра Чайковского (совместно с Львом Ивановым), в бенефис Пьерины Леньяни
- 1895 — «Пробуждение Флоры» — Анакреонтический балет в 1 акте Рикардо Дриго, возобновление для прощального бенефиса М. К. Андерсон
- 1895 — «Парижский рынок» — Комический балет в 1 акте Цезаря Пуни, возобновление для прощального бенефиса М. К. Андерсон
- 1895 — «Конёк-Горбунок, или Царь-девица» — Волшебный балет в 4 актах 8 картинах с апофеозом Цезаря Пуни (по Артуру Сен-Леону)
- 1896 — «Привал кавалерии» — Характерный балет в 1 акте Ивана Армсгеймера, для бенефиса Марии Петипа
- 1896 — «Млада» — Фантастический балет в 4 актах 9 картинах Людвига Минкуса, возобновление
- 1896 — «Синяя борода» — Балет-феерия в 3 актах 7 картинах с апофеозом Петра Шенка, в бенефис за 50 лет службы Мариуса Петипа
- 1898 — «Раймонда» Балет в 3 актах 4 картинах Александра Глазунова, для бенефиса Пьерины Леньяни
- 1898 — «Дочь фараона» — Большой балет в 3 актах 9 картинах с прологом и эпилогом Цезаря Пуни, возобновление для прощального бенефиса Анны Иогансон
- 1899 — «Корсар» — Большой балет в 4 актах Адольфа Адана, Цезаря Пуни, Лео Делиба, с новым вальсом и адажио на музыку Рикардо Дриго, возобновление для бенефиса Пьерины Леньяни
- 1899 — «Жизель» — Фантастический балет в 2 актах Адольфа Адана, возобновление для дебюта Энрикеты Гримальди
- 1900 — «Испытание Дамиса» — Балет в 1 акте Александра Глазунова, для бенефиса Пьерины Леньяни
- 1900 — «Жемчужина (Прелестная жемчужина)» — Балет в 1 акте Рикардо Дриго, возобновление для бенефиса Пьерины Леньяни
- 1900 — «Времена года» — Аллегорический балет в 1 акте Александра Глазунова, для бенефиса Матильды Кшесинской
- 1900 — «Арлекинада» — Балет в 2 актах Рикардо Дриго, для бенефиса Матильды Кшесинской
- 1900 — «Баядерка» — Большой балет в 4 актах 7 картинах с апофеозом Людвига Минкуса, возобновление для бенефиса Павла Гердта
- 1901 — «Фиаметта» — Фантастический балет в 4 актах Людвига Минкуса (совместно с Львом Ивановым), для бенефиса кордебалета
- 1903 — «Волшебное зеркало» — Большой фантастический балет в 4 актах 7 картинах Арсения Корещенко, в бенефис за 55 лет службы Мариуса Петипа

### Танцы в операх
- 1874 — «Тангейзер» Рихарда Вагнера — группы: вакханки, нимфы, грации, пастухи, сатиры, наяды и сирены в 1-м акте; возобновление — 1899
- 1875 — «Демон» Антона Рубинштейна — восточная пляска и лезгинка во 2-м акте
- 1882 — «Роберт-Дьявол» Джакомо Мейербера — па де синк во 2-м акте, танцы в 3-м акте; итальянская оперная труппа
- 1882 — «Кармен» Жоржа Бизе — морена во 2-м акте, бег быков, чулосы, пикадоры, фанданго, оле в 4 акте; итальянская оперная труппа
- 1882 — «Гугеноты» Джакомо Мейербера — нимфы во 2-м акте, цыганский танец в 3-м акте; итальянская оперная труппа; возобновление — 1899
- 1883 — «Джоконда» Амилькаре Понкьелли; итальянская оперная труппа
- 1883 — «Северная звезда» Джакомо Мейербера; итальянская оперная труппа
- 1883 — «Ричард III» Жерве-Бернара Сальвейра; итальянская оперная труппа
- 1883 — «Филемон и Бавкида» Шарля Гуно — танец вакханок во 2-м акте; итальянская оперная труппа
- 1884 — «Нерон» Антона Рубинштейна; итальянская оперная труппа
- 1884 — «Альдона» Амилькаре Понкьелли — народный танец в 1-м акте, андалузский танец, танцы греческих невольниц, солдаты во 2-м акте; итальянская оперная труппа
- 1884 — «Лакме» Лео Делиба — танцы баядерок, терана, заклинание змей во 2-м акте; итальянская оперная труппа
- 1886 — «Тамара» Бориса Фитингоф-Шеля — баядерки, лезгинка во 2-м акте, видения Тамары в 4-м акте
- 1886 — «Руслан и Людмила» Михаила Глинки — танцы и группы с вуалями во 2-м акте, танцы невольниц Черномора, восточные танцы, лезгинка в 4-м акте
- 1886 — «Мефистофель» Арриго Бойто — обертас в 1-м акте, хоровод на шабаше во 2 акте, хореа в 4 акте
- 1887 — «Фенелла, или Немая из Портичи» Даниэля Обера — гюараш, болеро, тарантелла в 1-м акте
- 1888 — «Джоконда» Амилькаре Понкьелли — фурлана в 1-м акте, Танцы часов: Утро, День, Вечер, Ночь в 3-м акте
- 1890 — «Пиковая дама» Петра Чайковского — интермедия «Искренность пастушки» во 2-м акте
- 1891 — «Иоанн Лейденский» Джакомо Мейербера — вальс во 2-м акте, редова, кадриль-патинер, па де фрилез в 3-м акте, группы и танцы в 5 акте
- 1895 — «Дубровский» Эдуарда Направника — кадриль (контрданс) и полонез в 4-м акте
- 1897 — «Гензель и Гретель» Энгельберта Хумпердинка — группы ангелов
- 1897 — «Фра-Дьяволо» Даниэля Обера — тарантелла в 3-м акте
- 1898 — «Дон Жуан» Вольфганга Амадея Моцарта — выход масок, танец роз и бабочек, менуэт во 2-м акте
- 1898 — «Фераморс» Антона Рубинштейна — танцы баядерок, танцы невест, общий танец в 1-м акте, группы баядерок в 3-м акте

## Постановки на других сценах
- 1855 — «Звезда Гренады» — Дивертисмент на музыку Цезаря Пуни —Михайловский театр
- 1856 — «Русалка» Александра Даргомыжского — славянская и цыганская пляски во 2-м акте, танцы русалок в 4-м акте (совместно с Н. Гольцем) — Санкт-Петербург, Театр-цирк
- 1857 — «Роза, фиалка и бабочка» — Хореографическая сцена в 1 акте Петра Ольденбургского — Царское Село, придворный спектакль
- 1861 — «Терпсихора» — Балет в 1 акте Цезаря Пуни — Царское Село, придворный спектакль
- 1866 — «Титания» — Балет в 1 акте Цезаря Пуни — Санкт-Петербург, дворец Великой княгини Елены Павловны
- 1868 — «Амур-благодетель» — Балет в 1 акте Цезаря Пуни — Санкт-Петербург, школьный театр Театрального училища
- 1868 — «Рабыня» — Дивертисмент на музыку Цезаря Пуни — Царское Село
- 1875 — «Две звезды» — Анакреонтическая картина в 1 акте Цезаря Пуни — Петергоф, парадный спектакль
- 1876 — «Сон в летнюю ночь» — Фантастический балет в 1 акте на музыку Феликса Мендельсона Бартольди и Людвига Минкуса — Петергоф, придворный спектакль
- 1886 — «Жертвы Амуру, или Радости любви» — Балет в 1 акте Людвига Минкуса — Петергоф, парадный спектакль
- 1891 — «Волшебная сказка» — Фантастический балет в 1 акте на музыку Рихтера — Санкт-Петербург, школьный театр Театрального училища
- 1894 — «Пробуждение Флоры» — Анакреонтический балет в 1 акте Рикардо Дриго — Петергоф, парадный спектакль
- 1897 — «Фетида и Пелей» — Мифологический балет в 1 акте на музыку Людвига Минкуса и Лео Делиба — Петергоф, парадный спектакль
- 1898 — «Зорайя, мавританка в Испании» — Большой балет в 4 актах 7 картинах Людвига Минкуса, возобновление — Петергоф
- 1898 — «Жемчужина (Прелестная жемчужина)» — Балет в 1 акте Рикардо Дриго — Петергоф, парадный спектакль
- 1900 — «Испытание Дамиса» — Балет в 1 акте Александра Глазунова — Санкт-Петербург, Эрмитажный театр
- 1900 — «Времена года» — Аллегорический балет в 1 акте Александра Глазунова — Санкт-Петербург, Эрмитажный театр
- 1900 — «Арлекинада» — Балет в 2 актах Рикардо Дриго — Санкт-Петербург, Эрмитажный театр
- 1900 — «Ученики Дюпре» — Балет в 2 актах на музыку Антонио Визентини, Лео Делиба и др. — Санкт-Петербург, Эрмитажный театр
- 1902 — «Сердце маркизы» — Пантомима в 1 акте Эрнеста Гиро — Санкт-Петербург, Эрмитажный театр
- 1904 — «Роман бутона розы» — Балет в 1 акте 3 картинах Рикардо Дриго — Санкт-Петербург, Эрмитажный театр — премьера не состоялась

## Память
- Памятная доска на улице Зодчего Росси в Санкт-Петербурге на здании Академии русского балета имени А. Я. Вагановой[34].
- В 2018 году к 200-летию со дня рождения балетмейстера Банк России выпустил в серии «Выдающиеся личности России» памятную серебряную монету номиналом 2 рубля.
- Именем Петипа назван сквер в Санкт-Петербурге, расположенный во дворе дома 29 на улице Декабристов[35].

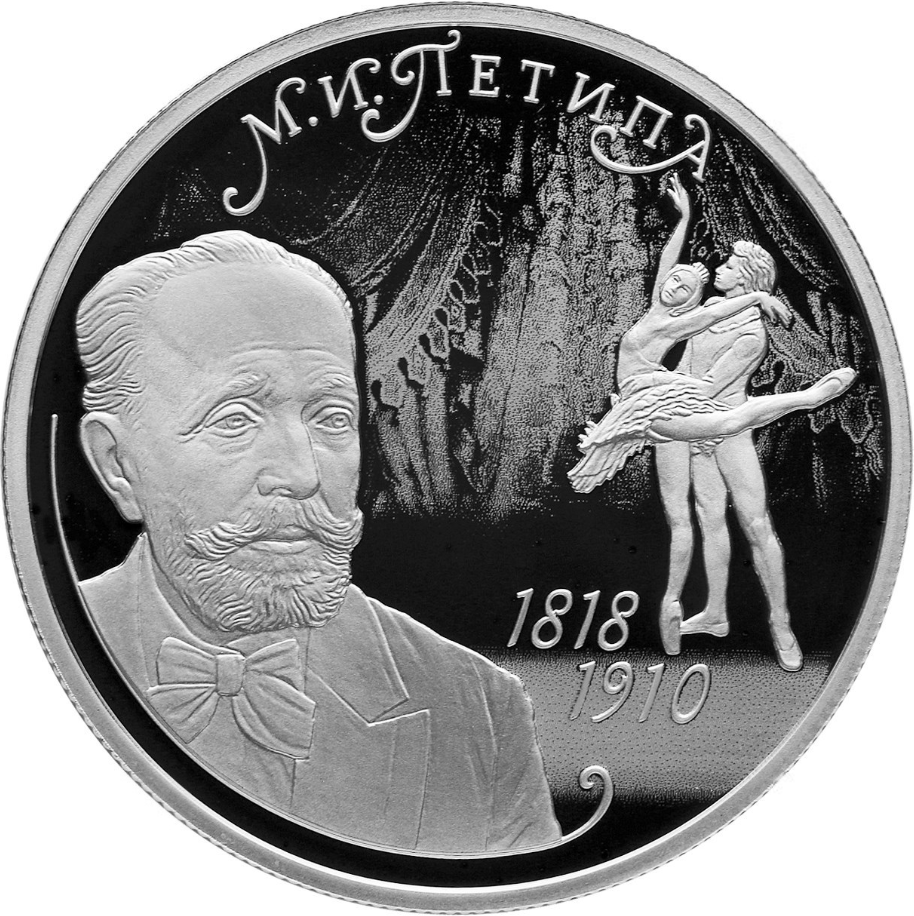
Серебряная памятная монета 2 рубля Центрального Банка России

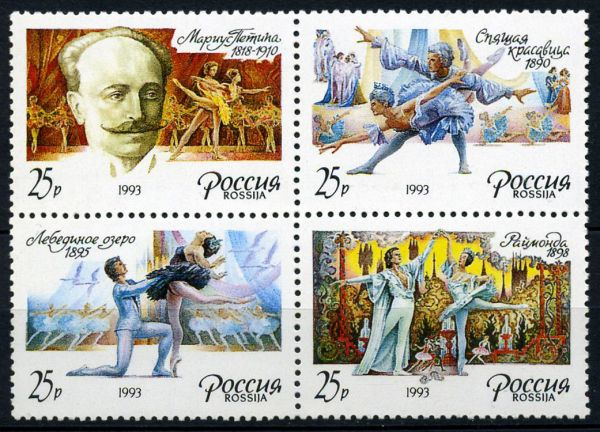
М. Петипа и его постановки на сцепке почтовых марок России

## Награды
- Заслуженный артист Императорских театров (1896)[36]
- Солист Его Императорского Величества
- Золотая медаль «За усердие» на Станиславской ленте
- Золотая медаль «За усердие» на Анненской ленте
- Золотая медаль «За усердие» на ленте Святого Владимира
- Золотая медаль «За усердие» на ленте Святого Александра Невского
- Золотая медаль «За усердие» на Андреевской ленте
- Орден Святого Владимира 4 степени
- Орден Святой Анны 2 степени
- Орден Святого Станислава 3 степени
- Командор Ордена Академических пальм
- Командор Ордена Короны Румынии
- Офицер ордена Изабеллы Католички (Испания)
- Командор ордена Льва и Солнца (Персия)
- Медаль «За спасение утопающих» (Франция)